# Liste der Kulturdenkmäler in Trier-Ruwer/Eitelsbach
In der Liste der Kulturdenkmäler in Trier-Ruwer/Eitelsbach sind alle Kulturdenkmäler des Ortsbezirks Ruwer/Eitelsbach der rheinland-pfälzischen Stadt Trier aufgeführt. Grundlage ist die Denkmalliste des Landes Rheinland-Pfalz (Stand: 8. Januar 2024). Der Ortsbezirk besteht aus den beiden Stadtbezirken Ruwer und Eitelsbach.

## Einzeldenkmäler
| Bezeichnung                                 | Lage                                                     | Baujahr                            | Beschreibung | Bild                           |
| ------------------------------------------- | -------------------------------------------------------- | ---------------------------------- | --- | ------------------------------ |
| Wohnhaus                                    | Eitelsbach, Borweg 2 Lage                                | 18. Jahrhundert                    | Wohnhaus mit Krüppelwalmdach, innen Fachwerkwände, Flurküche, Spindeltreppe, wohl aus dem 18. Jahrhundert, im Kern eventuell aus dem 17. Jahrhundert | BW                             |
| Wohnhaus                                    | Eitelsbach, Borweg 6, 8 und 10 Lage                      | 1805                               | langgestreckter Krüppelwalmdachbau, Nr. 6 bezeichnet 1805, Nr. 10 bezeichnet 1848 | BW                             |
| Hofanlage                                   | Eitelsbach, Eitelsbacher Straße 2 Lage                   | 18. Jahrhundert                    | stattlicher Hakenhof; Flurküchenhaus mit Krüppelwalmdach, Ausstattung, im Kern aus dem 18. Jahrhundert oder älter | BW                             |
| Wohnhaus                                    | Eitelsbach, Eitelsbacher Straße 8/10 Lage                | 17. oder 18. Jahrhundert           | stattlicher Krüppelwalmdachbau, Nr. 8 bezeichnet 1829, im Kern aus dem 17. oder 18. Jahrhundert; ortsbildprägend | Fotos hochladen                |
| Wohnhaus                                    | Eitelsbach, Eitelsbacher Straße 11 Lage                  | 1598                               | kleines Wohnhaus, Schieferbruchsteinbau, Kellereingang bezeichnet 1598, heutiges Erscheinungsbild aus dem 19. Jahrhundert; ältestes datiertes Haus in Eitelsbach | BW                             |
| Quereinhaus                                 | Eitelsbach, Eitelsbacher Straße 13 Lage                  | 18. Jahrhundert                    | Quereinhaus, sandsteingegliederter Schieferbruchsteinbau, im Kern wohl aus dem 18. Jahrhundert, im 19. Jahrhundert verändert | BW                             |
| Katholische Filialkirche Vierzehn Nothelfer | Eitelsbach, Mertesdorfer Straße 2 Lage                   | 1848                               | dreiachsiger Saalbau mit Walmdach und Giebeldachreiter, 1848 vollendet; außen zwei Grabsteine, einer bezeichnet 1808; westlich der Kapelle Schaftkreuz, bezeichnet 1831 | weitere Bilder Fotos hochladen |
| Schulhaus                                   | Eitelsbach, Mertesdorfer Straße 8 Lage                   | 1891                               | ehemalige Schule; dreiteiliger Schulhausbau in historisierenden Formen, 1891, Anbauten 1911 und 1960 | BW                             |
| Duisburger Hof                              | Eitelsbach, nördlich des Ortes (Duisburger Hof 1–5) Lage | ab dem 14. Jahrhundert             | Hofgut im Besitz des Bischöflichen Konvikts Trier; um einen rechteckigen Hof gruppierte Anlage: viergeschossiger Wohnturm mit Walmdach (14. Jahrhundert, 1571 überformt) und polygonalem Treppenturm mit Pyramiddach, bezeichnet 1588 (Nr. 4), Anbau auf der Südwestecke mit sogenanntem Bischofszimmer: Mansardwalmdachbau, neugotische Motive (1905), zweiter Wohnturm mit Treppenturm (bezeichnet 1571, Wappentafel Hugo von Schönenberg) und Wehrturm (bezeichnet 1578), Saalanbau mit Kreuzstockfenstern und Buntverglasung (1886–89; Nr. 1), ehemaliges Verwalterhaus (1843/44; Nr. 2 und 3), Wirtschaftsgebäude (Nr. 5) mit Scheune und Stallungen (heute Kelterhaus) und ehemaliger Pferdestall (1948), Terrasse für einen ehemaligen Garten, Wäldchen, verwilderter Park mit altem Baumbestand, Reste von Wegeinfassungen aus Bruchstein, ein erhaltenes Postament von der ehemaligen figürlichen Ausstattung | weitere Bilder Fotos hochladen |
| Karthäuserhof                               | Eitelsbach, östlich des Ortes Lage                       | 15. oder 16. Jahrhundert           | dreigeschossiges Burghaus mit Krüppelwalm, ehemaliges Hofgut der Kartäuser, im Kern spätgotisch, 1726 umgebaut, 1851/52 Umbau in klassizierender Neugotik durch Baumeister König, im Innern spätgotische Wendeltreppe; breitgiebeliges Wohn- und Wirtschaftsgebäude mit hohem halb abgewalmten Schieferdach und Dachreiter, 1753, Raum mit Bildtapete von 1823; mehrere langgestreckte Wirtschaftsgebäude mit historistischen Zierelementen, spätes 19. Jahrhundert; an die Tordurchfahrt, bezeichnet 1723, anschließender Flügel bezeichnet 1888; Parkanlage | weitere Bilder Fotos hochladen |
| Quereinhaus                                 | Ruwer, Fischweg 1 Lage                                   | zweite Hälfte des 19. Jahrhunderts | kleines Quereinhaus, zweite Hälfte des 19. Jahrhunderts | Fotos hochladen                |
| Katholische Pfarrkirche St. Clemens         | Ruwer, Kenner Weg 3 Lage                                 | 1870/71                            | neuromanische dreischiffige Basilika, 1870/71, Architekt Reinhold Wirtz, Turm 1754, Glockengeschoss 1893; Ausstattung unter anderem aus den Vorgängerbauten | weitere Bilder Fotos hochladen |
| Wohnhaus                                    | Ruwer, Rheinstraße 1 Lage                                | 17. Jahrhundert                    | stattlicher Walmdachbau, wohl aus dem 17. Jahrhundert, straßenseitige Fassade im 19. Jahrhundert überformt | Fotos hochladen                |
| Kenner Wasserwerk                           | Ruwer, nördlich des Ortes Lage                           | 1913–15                            | Gesamtanlage in ummauertem Park: Maschinenhaus mit zweiläufiger Freitreppe, ein Einzel- und ein Doppelwohnhaus, zwei Schuppen, Trafohaus; Putzbauten mit verschieferten Walmdächern, das Maschinenhaus in monumentalisierendem Klassizismus, die übrigen, untergeordneten Gebäude in klassizierenden Heimatstilformen, 1913–15 | weitere Bilder Fotos hochladen |